# Liste der Gemeinden im Landkreis Ammerland

Karte des Landkreises Ammerland

Die Liste der Gemeinden im Landkreis Ammerland gibt einen Überblick über die sechs kleinsten Verwaltungseinheiten des Landkreises. Mit nur sechs Gemeinden ist er der Landkreis in Deutschland mit den wenigsten kreisangehörigen Gemeinden. Die Kreisstadt Westerstede ist die einzige Stadt im Landkreis. Alle Gemeinden des Landkreises sind Einheitsgemeinden.
Der Landkreis entstand im Zuge der Oldenburgischen Verwaltungsreform im Jahr 1933 aus dem Amt Westerstede sowie den Gemeinden Rastede und Wiefelstede aus dem Amt Oldenburg. Schon zu diesem Zeitpunkt wurden die sechs heute noch bestehenden Großgemeinden geschaffen, deren Abgrenzung sich an alten Kirchspielgrenzen orientierte. Bis 1939 hieß der Landkreis Ammerland noch Amt Westerstede. Durch die im Jahr 1977 durchgeführte Kreisreform wurde der Landkreis Friesland aufgelöst und die drei im Süden dieses Landkreises gelegenen Gemeinden Bockhorn, Zetel und die Stadt Varel wurden Teil des Landkreises Ammerland. Aufgrund verschiedener Verfassungsklagen vor dem niedersächsischen Staatsgerichtshof wurde die Neugliederung des Raumes Friesland/Wittmund zum 1. Januar 1980 zurückgenommen und die Landkreise Ammerland, Friesland und Wittmund in ihrer bisherigen Form wiederhergestellt. Damit hat der Landkreis Ammerland heute wieder seine ursprüngliche Größe.

## Beschreibung
Der Landkreis hat eine Gesamtfläche von 728,23 km². Die größte Fläche innerhalb des Landkreises hat die Kreisstadt Westerstede mit 179,0 km². Vier weitere Gemeinden des Landkreises haben eine Fläche die größer ist als 100 km². Die flächenmäßig kleinste Gemeinde ist Apen mit 76,83 km².
Den größten Anteil an der Bevölkerung des Landkreises von 127.292 Einwohnern hat die Gemeinde Bad Zwischenahn mit 29.761 Einwohnern. Drei weitere Gemeinden, darunter auch die Stadt Westerstede, haben über 20.000 Einwohner. Die zwei von der Einwohnerzahl her kleinsten Gemeinden sind Wiefelstede mit 16.346 Einwohnern, und Apen mit 11.928 Einwohnern.
Der gesamte Landkreis Ammerland hat eine Bevölkerungsdichte von 175 Einwohnern pro km². Die größte Bevölkerungsdichte innerhalb des Kreises hat die Gemeinde Bad Zwischenahn mit 229 Einwohnern pro km². In den anderen fünf Gemeinden liegt die Bevölkerungsdichte zwischen 100 und 200 Einwohner pro km². In zwei dieser Gemeinden ist die Bevölkerungsdichte höher, in drei niedriger als der Landkreisdurchschnitt von 175. Die am dünnsten besiedelte Gemeinde ist die Stadt Westerstede mit 134 Einwohnern pro km².

## Legende
- Gemeinde: Name der Gemeinde beziehungsweise Stadt
- Wappen: Wappen der Gemeinde beziehungsweise Stadt
- Karte: Zeigt die Lage der Gemeinde beziehungsweise Stadt im Landkreis
- Fläche: Fläche der Stadt beziehungsweise Gemeinde, angegeben in Quadratkilometer
- Einwohner: Zahl der Menschen die in der Gemeinde beziehungsweise Stadt leben (Stand: 31. Dezember 2023[1])
- EW-Dichte: Angegeben ist die Einwohnerdichte, gerechnet auf die Fläche der Verwaltungseinheit, angegeben in Einwohner pro km² (Stand: 31. Dezember 2023[2])
- Höhe: Höhe der namensgebenden Ortschaft beziehungsweise Stadt in Meter über Normalnull
- Bild: Bild aus der jeweiligen Gemeinde beziehungsweise Stadt

## Gemeinden
| Gemeinde            | Wappen                              | Karte                                                    | Fläche | Einwohner | EW- Dichte | Höhe | Bild |
| ------------------- | ----------------------------------- | -------------------------------------------------------- | ------ | --------- | ---------- | ---- | --- |
| Landkreis Ammerland | Wappen des Landkreises Ammerland    | Lage des Landkreises Ammerland in Niedersachsen          | 728,23 | 127,292   | 175        |      | Azaleen und Rhododendren im Gristeder Wald – der Landkreis Ammerland ist für die parkartige Landschaft mit vielen Rhododendren bekannt; 90 Prozent aller in Deutschland herangezogenen Rhododendren kommen aus den vielen Baumschulen des Landkreises Ammerland · Heimatmuseum Ammerländer Bauernhaus in Bad Zwischenahn |
| Apen                | Wappen der Gemeinde Apen            | Lage der Gemeinde Apen im Landkreis Ammerland            | 76,83  | 11,928    | 155        | 3    | Windmühle Hengstforde |
| Bad Zwischenahn     | Wappen der Gemeinde Bad Zwischenahn | Lage der Gemeinde Bad Zwischenahn im Landkreis Ammerland | 130,0  | 29,761    | 229        | 7    | Kirche St. Johannes, Bad Zwischenahn · Kurpark von Bad Zwischenahn am Zwischenahner Meer, der „Perle des Ammerlandes“ |
| Edewecht            | Wappen der Gemeinde Edewecht        | Lage der Gemeinde Edewecht im Landkreis Ammerland        | 113,5  | 22,553    | 199        | 10   | Kokermühle in Edewecht |
| Rastede             | Wappen der Gemeinde Rastede         | Lage der Gemeinde Rastede im Landkreis Ammerland         | 123,0  | 22,773    | 185        | 10   | Schloss Rastede |
| Westerstede (Stadt) | Wappen der Stadt Westerstede        | Lage der Stadt Westerstede im Landkreis Ammerland        | 179,0  | 23,931    | 134        | 6    | Rathaus von Westerstede während der Rhododendronblüte |
| Wiefelstede         | Wappen der Gemeinde Wiefelstede     | Lage der Gemeinde Wiefelstede im Landkreis Ammerland     | 106,0  | 16,346    | 154        | 16   | Kirche St. Johannes in Wiefelstede (vor der Renovierung 2006) mit Rhododendren im Vordergrund |